# Saint-André-d'Hébertot
Saint-André-d'Hébertot és un municipi francès, situat al departament de Calvados i a la regió de Normandia.

## Personalitats lligades al municipi
- Louis-Nicolas Vauquelin